# Meg Kasdan
Meg Kasdan ist eine US-amerikanische Drehbuchautorin und Filmproduzentin.

## Leben
Die als Meg Goldman geborene Kasdan ist seit 1971 mit dem Drehbuchautor und Filmregisseur Lawrence Kasdan verheiratet. Aus der Ehe gingen die beiden Söhne Jake und Jon hervor. In den 1980er Jahren trat sie in einigen Filmen ihres Mannes als Komparsin auf. 1991 schrieb sie gemeinsam mit ihrem Mann das Drehbuch zu dessen Filmdrama Grand Canyon – Im Herzen der Stadt, bei dem sie auch als Produzentin mitwirkte. Gemeinsam mit ihrem Mann wurde sie für den Oscar für das beste Originaldrehbuch nominiert. Zudem erhielten sie Nominierungen für den Golden Globe Award und den WGA Award, bei allen drei Preisverleihungen war jedoch Thelma & Louise siegreich.

## Filmografie (Auswahl)

### Als Komparse
- 1981: Heißblütig – Kaltblütig (Body Heat)
- 1983: Der große Frust (The Big Chill)
- 1985: Silverado
- 1988: Die Reisen des Mr. Leary (The Accidental Tourist)

### Drehbuch und Produktion
- 1991: Grand Canyon – Im Herzen der Stadt (Grand Canyon)
- 2012: Darling Companion

## Auszeichnungen
- 1992: Oscar-Nominierung für Grand Canyon – Im Herzen der Stadt
- 1992: Golden-Globe-Award-Nominierung für Grand Canyon – Im Herzen der Stadt
- 1992: WGA-Award-Nominierung für Grand Canyon – Im Herzen der Stadt